# Бланк, Борис Карлович
Борис Карлович Бланк (1769, Москва — 10 декабря 1825, с. Елизаветино, Тамбовская губерния) — русский поэт, переводчик, драматург, предводитель дворянства Можайского уезда, отец Г. Б. Бланка и П. Б. Бланка, дед А. Н. Минха и Г. Н. Минха.

## Биография
Родился в 1769 году в семье преуспевающего архитектора Карла Ивановича Бланка.
В молодости служил в нескольких гвардейских полках, в 1797 году вышел в отставку в чине подполковника.
В 1803—1807 годах — депутат Можайского дворянского собрания.
В 1807—1810 годах — предводитель дворянства Можайского уезда.
В своем имении содержал крепостной театр.
До Отечественной войны 1812 года Бланки жили в Можайском имении, а когда французы подошли к Москве, выехали в сельцо Петровка Липецкого уезда, где проживала семья покойного брата Петра Карловича (1758—1810).
В 1815 году купил с. Елизаветино, где построил усадьбу и занимался усовершенствованием сельского хозяйства. Одним из первых в России взялся за разведение свекловицы на сахар.
Имел дом в Москве на Вознесенской улице Басманной части.
Умер в своём имении в 1826 году.

## Творчество
Первыми сочинениями Б. К. Бланка были изданные в 1789 году две комические оперы «Красавица и привидение» и «Пленира и Зелим», принадлежавшие к жанру фантастических феерий и поставленные на придворной сцене.
Постоянно и широко Борис Карлович начал публиковать свои произведения, главным образом стихотворные, в журналах «Московский зритель» (1806) и «Аглая» (1808-1812) (в основном под криптонимами «Б.*» или «Б. Б.»).
Отдельные его стихотворения и прозаические статьи появлялись также в других московских журналах: «Русский вестник», «Труды Общества любителей словесности при Московском университете», «Дамский журнал», а в «Журнале драматическом» он, кроме мелких сочинений, поместил переводы опер «Фаниска» (с нем.) и «Эхо-любовник, или Неожиданное свидание» (с фр.).
В период с 1806 г. по 1826 г. опубликовал 329 стихотворений и 14 статей в прозе.
Ему принадлежат и литературные переводы романов, поэм, оперных либретто — с французского, английского, немецкого, арабского. Он — автор драмы «Жид», другие его крупные произведения — «Путешествие в Малороссию» (1803), «Другое путешествие в Малороссию» (1804).
Стихотворения, представляют собой подражание французской легкой поэзии в духе сентиментализма. По тематике и жанрам его лирика — салонная поэзия с преобладанием песен-романсов, стихов «на случай», на семейные события, мадригалов, сонетов и посланий к друзьям.
На широкий круг поклонников сентиментальной прозы были ориентированы и его переводы романов «Платонический опекун» (1795), «Живой мертвец, или Неаполитанцы» (1806), описательной поэмы Ю. Цахарие «Четыре части дня» (1806).
Б. К. Бланк был связан родством с семейством Буниных и, по свидетельству А. П. Буниной, был её первым учителем и руководителем в поэтическом творчестве.
Дружил с кн. П. И. Шаликовым, редактором «Дамского журнала».